# Фасти (Овидий)
Фасти (на латински: Fāstī [faːstiː]„Календарът“) понякога се превежда като Книгата на дните или По римския календар, е латинска поема от шест книги, написана от римския поет Овидий и публикувана през 8 г. сл. Хр. Смята се, че Овидий е оставил Фастите непълни, когато е бил заточен в Томис от императора Август през 8 г. сл. Хр. Написани в елегични куплети и опирайки се на конвенциите на гръцката и латинската дидактическа поезия, Фастите са структурирани като поредица от творби на очевидци от първо лице („поет-пророк“ или „бард“) с римски божества, които обясняват произхода на римските празници и свързаните с тях обичаи – често с множество етиологии. Поемата е важен, а в някои случаи и уникален източник на факти в изследванията на религията в древен Рим. Всяка книга обхваща един месец, от януари до юни, от римския календар и е написана няколко години след като Юлий Цезар заменя старата система на римско отчитане на времето с това, което ще стане известно като юлиански Стихотворенията Фасти през 15-18 век са повлияли на редица митологични картини в традицията на западното изкуство.